# Lista de líderes não monarcas que governaram por mais tempo
1. Esta lista inclui os líderes (primeiros-ministros e presidentes da república, ou cargos que lhes sejam equivalentes) que governaram durante pelo menos 20 anos, a partir da idade moderna. Não se incluem monarcas nesta lista.

## A lista
- Os líderes em linhas destacadas em azul estão ainda a exercer os seus mandatos.
- Os líderes em linhas destacadas em amarelo pertencem a estados não reconhecidos ou territórios autônomos.

| Ordem | imagem                       | Nome                               | País                                                          | Título(s)                                                           | Início | Fim | Duração             |  |
| 1.    |                              | Paul Biya                          | Camarões                                                      | Primeiro-ministro Presidente                                        | 30 de junho de 1975 | presente | 50 anos e 37 dias   |  |
| 2.    |                              | Fidel Castro                       | Cuba                                                          | Presidente Primeiro-ministro                                        | 16 de fevereiro de 1959 | 24 de fevereiro de 2008 | 49 anos e 8 dias    |  |
| 3.    |                              | Khalifa bin Salman al-Khalifa      | Bahrein                                                       | Primeiro-ministro                                                   | 16 de dezembro de 1971 | 11 de novembro de 2020 | 48 anos e 331 dias  |  |
| 4.    |                              | Chiang Kai-shek                    | República da China                                            | Presidente Primeiro-ministro                                        | 10 de outubro de 1928 | 5 de abril de 1975 | 46 anos e 177 dias  |  |
| 5.    |                              | Teodoro Obiang Nguema Mbasogo      | Guiné Equatorial                                              | Presidente                                                          | 3 de agosto de 1979 | presente | 46 anos e 3 dias    |  |
| 6.    |                              | Kim Il-sung                        | Coreia do Norte                                               | Presidente Primeiro-ministro                                        | 9 de setembro de 1948 | 8 de julho de 1994 | 45 anos e 302 dias  |  |
| 7.    |                              | Malietoa Tanumafili II             | Samoa                                                         | O Ie Ao o le Malo                                                   | 1 de Janeiro de 1962 | 11 de Maio de 2007 | 45 anos e 130 dias  |  |
| 8.    |                              | Yumjaagiin Tsedenbal               | Mongólia                                                      | Primeiro-ministro Presidente                                        | 8 de abril de 1940 | 23 de agosto de 1984 | 44 anos e 137 dias  |  |
| 9.    |                              | Ali Khamenei                       | Irão                                                          | Presidente Líder Supremo                                            | 13 de outubro de 1981 | presente | 43 anos e 297 dias  |  |
| 10.   |                              | Muammar al-Gaddafi                 | Grande Jamahiriya Árabe Líbia Popular Socialista              | Líder e Guia da Revolução                                           | 1 de setembro de 1969 | 20 de outubro de 2011 | 42 anos e 49 dias   |  |
| 11.   |                              | Omar Bongo                         | Gabão                                                         | Presidente                                                          | 2 de dezembro de 1967 | 8 de junho de 2009 | 41 anos e 188 dias  |  |
| 12.   |                              | Denis Sassou Nguesso               | República Popular do Congo República do Congo                 | Presidente                                                          | 8 de fevereiro de 1979 (1.ª vez) 25 de outubro de 1997 (2.ª vez)                                                                                                | 31 de agosto de 1992 (1.ª vez) presente (2.ª vez) | 41 anos e 125 dias  |  |
| 13.   |                              | Salchak Toka                       | Tuva                                                          | Secretário-geral                                                    | 6 de março de 1932 | 11 de maio de 1973 | 41 anos e 66 dias   |  |
| 14.   |                              | Enver Hoxha                        | Albânia                                                       | Primeiro-secretário Primeiro-ministro                               | 22 de outubro de 1944 | 11 de abril de 1985 | 40 anos e 171 dias  |  |
| 15.   | Mohamed Abdelaziz, 2005      | Mohamed Abdelaziz                  | República Árabe Saaraui Democrática                           | Presidente                                                          | 30 de agosto de 1976 | 31 de maio de 2016 | 39 anos e 275 dias  |  |
| 16.   |                              | Francisco Franco                   | Espanha                                                       | Generalíssimo Chefe-de-estado Primeiro Ministro                     | 1 de outubro de 1936 | 20 de novembro de 1975 | 39 anos e 50 dias   |  |
| 17.   |                              | Hun Sen                            | República Popular do Kampuchea · Estado do Camboja · Cambodia | Primeiro-ministro                                                   | 26 de dezembro de 1984 | 22 de agosto de 2023 | 40 anos e 223 dias  |  |
| 18.   |                              | Yoweri Museveni                    | Uganda                                                        | Presidente                                                          | 26 de janeiro de 1986 | presente | 39 anos e 192 dias  |  |
| 19.   |                              | José Eduardo dos Santos            | Angola                                                        | Presidente                                                          | 10 de setembro de 1979 | 26 de setembro de 2017 | 38 anos e 16 dias   |  |
| 20.   |                              | Gnassingbé Eyadéma                 | Togo                                                          | Presidente                                                          | 14 de abril de 1967 | 5 de fevereiro de 2005 | 37 anos e 297 dias  |  |
| 21.   |                              | Robert Mugabe                      | Zimbabwe                                                      | Primeiro-ministro Presidente                                        | 18 de abril de 1980 | 21 de novembro de 2017 | 37 anos e 217 dias  |  |
| 22.   |                              | Josip Broz Tito                    | Iugoslávia                                                    | Primeiro-ministro Presidente                                        | 29 de novembro de 1943 | 4 de maio de 1980 | 36 anos e 157 dias  |  |
| 23.   |                              | António de Oliveira Salazar        | Portugal                                                      | Primeiro-ministro                                                   | 5 de julho de 1932 | 25 de setembro de 1968 | 36 anos e 82 dias   |  |
| 24.   |                              | Todor Zhivkov                      | Bulgária                                                      | Secretário-Geral Primeiro-ministro Presidente do Conselho de Estado | 4 de março de 1954 | 17 de novembro de 1989 | 35 anos e 258 dias  |  |
| 25.   |                              | Éamon de Valera                    | Irlanda                                                       | Presidente Primeiro-ministro                                        | 9 de março de 1932 (1.ª vez) 13 de junho de 1951 (2.ª vez) 20 de março de 1957 (3.ª vez) 25 de junho de 1959 (4.ª vez)                                          | 18 de fevereiro de 1948 (1.ª vez) 2 de junho de 1954 (2.ª vez) 23 de junho de 1959 (3.ª vez) 24 de junho de 1973 (4.ª vez)                                        | 35 anos e 65 dias   |  |
| 26.   |                              | Sonam Topgay Dorji                 | Butão                                                         | Primeiro-ministro                                                   | 1917 | 1952 | 35 anos e 0 dias    |  |
| 27.   |                              | Francesco Foscari                  | República de Veneza                                           | Doge                                                                | 15 de Abril de 1423 | 22 de Outubro de 1457 | 34 anos e 190 dias  |  |
| 28.   |                              | Alfredo Stroessner                 | Paraguai                                                      | Presidente                                                          | 15 de agosto de 1954 | 3 de fevereiro de 1989 | 34 anos e 172 dias  |  |
| 29.   |                              | Nursultan Nazarbayev               | RSS Cazaque Cazaquistão                                       | Primeiro-ministro Presidente                                        | 22 de março de 1984 (1.ª vez) 22 de fevereiro de 1990 (2.ª vez)                                                                                                 | 27 de julho de 1989 (1.ª vez) 20 de março de 2019 (2.ª vez) | 34 anos e 153 dias  |  |
| 30.   |                              | Isaias Afewerki                    | Eritreia                                                      | Presidente da Eritreia                                              | 27 de abril de 1991 | presente | 34 anos e 101 dias  |  |
| 31.   | President Ali Abdullah Saleh | Ali Abdullah Saleh                 | Iémen do Norte · Iêmen                                        | Presidente                                                          | 18 de julho de 1978 | 25 de fevereiro de 2012 | 33 anos e 222 dias  |  |
| 32.   |                              | Antanas Sniečkus                   | Lituânia                                                      | Primeiro-secretário                                                 | 21 de julho de 1940 | 22 de janeiro de 1974 | 33 anos e 185 dias  |  |
| 33.   |                              | Félix Houphouët-Boigny             | Costa do Marfim                                               | Primeiro-ministro Presidente                                        | 7 de agosto de 1960 | 7 de dezembro de 1993 | 33 anos e 122 dias  |  |
| 34.   |                              | Jonah Van Oldenbarnevelt           | Republica Holandesa                                           | Grande Pensionista                                                  | 15 de Março de 1586 | 12 de maio de 1619 | 33 anos e 57 dias   |  |
| 35.   |                              | Johann Ulrich Schiess              | Suíça                                                         | Chanceler                                                           | 16 de novembro de 1848 | 31 de dezembro de 1881 | 33 anos e 45 dias   |  |
| 36.   |                              | Zayed bin Sultan al Nahayan        | Emirados Árabes Unidos                                        | Presidente                                                          | 2 de dezembro de 1971 | 2 de novembro de 2004 | 32 anos e 336 dias  |  |
| 37.   |                              | Emomali Rahmon                     | Tajiquistão                                                   | Presidente                                                          | 20 de novembro de 1992 | presente | 32 anos e 259 dias  |  |
| 38.   |                              | Dawda Jawara                       | Gâmbia                                                        | Primeiro-ministro Presidente                                        | 12 de junho de 1962 | 22 de julho de 1994 | 32 anos e 40 dias   |  |
| 39.   |                              | Phạm Văn Đồng                      | Vietname do Norte Vietname                                    | Primeiro-ministro                                                   | 20 de setembro de 1955 | 18 de junho de 1987 | 31 anos e 271 dias  |  |
| 40.   |                              | Dinmukhamed Konayev                | RSS Cazaque                                                   | Primeiro-ministro Presidente                                        | 31 de março de 1955 | 26 de dezembro de 1986 | 31 anos e 270 dias  |  |
| 41.   |                              | János Kádár                        | Hungria                                                       | Secretário-geral                                                    | 25 de outubro de 1956 | 27 de maio de 1988 | 31 anos e 215 dias  |  |
| 42.   |                              | Habib Bourguiba                    | Tunísia                                                       | Primeiro-ministro Presidente                                        | 11 de abril de 1956 | 7 de novembro de 1987 | 31 anos e 210 dias  |  |
| 43.   |                              | Lee Kuan Yew                       | Singapura                                                     | Primeiro-ministro                                                   | 5 de junho de 1959 | 28 de novembro de 1990 | 31 anos e 176 dias  |  |
| 44.   |                              | Mobutu Sese Seko                   | Zaire                                                         | Presidente                                                          | 24 de novembro de 1965 | 16 de maio de 1997 | 31 anos e 173 dias  |  |
| 45.   |                              | Suharto                            | Indonésia                                                     | Presidente                                                          | 12 de março de 1967 | 21 de maio de 1998 | 31 anos e 70 dias   |  |
| 46.   |                              | Anthony Heinsius                   | Republica Holandesa                                           | Grande Pensionista                                                  | 27 de maio de 1689 | 3 de Agosto de 1720 | 31 anos e 68 dias   |  |
| 47.   |                              | Urho Kekkonen                      | Finlândia                                                     | Primeiro-ministro e Presidente                                      | 17 de Março de 1950 | 27 de Janeiro de 1982 | 31 anos e 27 dias   |  |
| 48.   |                              | Aleksandr Lukashenko               | Bielorrússia                                                  | Presidente                                                          | 20 de julho de 1994 | presente | 31 anos e 17 dias   |  |
| 49.   |                              | Josef Stalin                       | União Soviética                                               | Secretário-geral Primeiro-ministro                                  | 3 de abril de 1922 | 5 de março de 1953 | 30 anos e 336 dias  |  |
| 50.   |                              | Rafael Trujillo                    | República Dominicana                                          | Presidente Generalíssimo                                            | 16 de agosto de 1930 | 30 de maio de 1961 | 30 anos e 287 dias  |  |
| 51.   |                              | Idriss Déby                        | Chade                                                         | Presidente                                                          | 2 de dezembro de 1990 | 20 de Abril de 2021 | 30 anos e 139 dias  |  |
| 52.   |                              | Porfirio Díaz                      | México                                                        | Presidente                                                          | 28 de novembro de 1876 (1.ª vez) 17 de fevereiro de 1877 (2.ª vez) 1 de dezembro de 1884 (3.ª vez)                                                              | 6 de dezembro de 1876 (1.ª vez) 1 de dezembro de 1880 (2.ª vez) 25 de maio de 1911 (3.ª vez)                                                                      | 30 anos e 106 dias  |  |
| 53.   |                              | Abdou Diouf                        | Senegal                                                       | Primeiro-ministro Presidente                                        | 26 de fevereiro de 1970 | 1 de abril de 2000 | 30 anos e 35 dias   |  |
| 54.   |                              | Maumoon Abdul Gayoom               | Maldivas                                                      | Presidente                                                          | 11 de novembro de 1978 | 11 de novembro de 2008 | 30 anos e 0 dias    |  |
| 55.   |                              | John Compton                       | Santa Lúcia                                                   | Primeiro-ministro                                                   | Abril de 1964 (1.ª vez) 3 de maio de 1982 (2.ª vez) 15 de dezembro de 2006 (3.ª vez)                                                                            | 2 de julho de 1979 (1.ª vez) 2 de abril de 1996 (2.ª vez) 7 de setembro de 2007 (3.ª vez)                                                                         | 29 anos e 328 dias  |  |
| 56.   |                              | Hastings Banda                     | Malawi                                                        | Primeiro-ministro Presidente                                        | 6 de julho de 1964 | 24 de maio de 1994 | 29 anos e 322 dias  |  |
| 57.   |                              | Omar al-Bashir                     | Sudão                                                         | Presidente                                                          | 30 de junho de 1989 | 11 de abril de 2019 | 29 anos e 285 dias  |  |
| 58.   |                              | Hafez al-Assad                     | Síria                                                         | Primeiro-ministro Presidente                                        | 21 de novembro de 1970 | 10 de junho de 2000 | 29 anos e 202 dias  |  |
| 59.   |                              | Hosni Mubarak                      | Egito                                                         | Presidente                                                          | 14 de outubro de 1981 | 11 de fevereiro de 2011 | 29 anos e 120 dias  |  |
| 60.   |                              | Vere Bird                          | Antigua e Barbuda                                             | Primeiro-ministro                                                   | 1 de janeiro de 1960 (1.ª vez) 1 de fevereiro de 1976 (2.ª vez)                                                                                                 | 14 de fevereiro de 1971 (1.ª vez) 9 de março de 1994 (2.ª vez) | 29 anos e 80 dias   |  |
| 61.   |                              | Mathieu Kérékou                    | Benim                                                         | Presidente                                                          | 26 de outubro de 1972 (1° vez) 4 de abril de 1996 (2° vez) | 4 de abril de 1992 (1° vez) 6 de abril de 2006 (2° vez) | 28 anos e 162 dias  |  |
| 62.   |                              | Daniel Ortega                      | Nicarágua                                                     | Presidente                                                          | 18 de julho de 1979 (1.ª vez) 10 de janeiro de 2007 (2.ª vez)                                                                                                   | 25 de abril de 1990 (1.ª vez) presente (2.ª vez) | 28 anos e 20 dias   |  |
| 63.   |                              | France-Albert René                 | Seicheles                                                     | Primeiro-ministro Presidente                                        | 29 de junho de 1976 | 14 de julho de 2004 | 28 anos e 15 dias   |  |
| 64.   |                              | Gottlieb Ringier                   | Suíça                                                         | Chanceler                                                           | 31 de dezembro de 1881 | 31 de dezembro de 1909 | 28 anos e 0 dias    |  |
| 65.   |                              | William Tubman                     | Libéria                                                       | Presidente                                                          | 3 de janeiro de 1944 | 23 de julho de 1971 | 27 anos e 201 dias  |  |
| 66.   |                              | George Cadle Price                 | Belize                                                        | Primeiro-ministro                                                   | 7 de abril de 1961 (1.ª vez) 7 de setembro de 1989 (2.ª vez) | 17 de dezembro de 1984 (1.ª vez) 13 de julho de 1993 (2.ª vez) | 27 anos e 198 dias  |  |
| 67.   |                              | Milo Đukanović                     | Montenegro · Montenegro                                       | Presidente Primeiro-ministro                                        | 15 de fevereiro de 1991 (1.ª vez) 8 de janeiro de 2003 (2.ª vez) 29 de fevereiro de 2008 (3.ª vez) 4 de dezembro de 2012 (4.ª vez) 20 de maio de 2018 (5.ª vez) | 25 de fevereiro de 2002 (1.ª vez) 10 de novembro de 2006 (2.ª vez) 29 de dezembro de 2010 (3.ª vez) 28 de novembro de 2012 (4.ª vez) 20 de maio de 2023 (5.ª vez) | 27 anos e 158 dias  |  |
| 68.   |                              | Mehmet Shehu                       | Albânia                                                       | Primeiro-ministro                                                   | 20 de julho de 1954 | 17 de dezembro de 1981 | 27 anos e 150 dias  |  |
| 69.   |                              | Islam Karimov                      | RSS Uzbeque Uzbequistão                                       | Presidente Primeiro-ministro                                        | 23 de junho de 1989 | 2 de setembro de 2016 | 27 anos e 71 dias   |  |
| 70.   |                              | Blaise Compaoré                    | Burkina Faso                                                  | Presidente                                                          | 15 de outubro de 1987 | 31 de outubro de 2014 | 27 anos e 48 dias   |  |
| 71.   |                              | Kenneth Kaunda                     | Zâmbia                                                        | Presidente                                                          | 24 de outubro de 1964 | 2 de novembro de 1991 | 27 anos e 9 dias    |  |
| 72.   |                              | Jean-Marc Mousson                  | Suíça                                                         | Chanceler                                                           | 1803 | 1830 | 27 anos e 0 dias    |  |
| 73.   |                              | Juan Vicente Gómez                 | Venezuela                                                     | Presidente Comandante-em-Chefe                                      | 19 de dezembro de 1908 | 17 de dezembro de 1935 | 26 anos e 363 dias  |  |
| 74.   |                              | Mikhail Kalinin                    | URSS                                                          | Soviete Supremo                                                     | 30 de Março de 1919 | 19 de Março de 1946 | 26 anos e 354 dias  |  |
| 75.   |                              | Mao Tsé Tung                       | China                                                         | Presidente do PCCH                                                  | 1 de outubro de 1949 | 9 de setembro de 1976 | 26 anos e 344 dias  |  |
| 76.   |                              | José Gaspar Rodriguez de Francia   | Paraguai                                                      | Consul Ditador Perpetuo                                             | 12 de Outubro de 1813 | 20 de Setembro de 1840 | 26 anos e 223 dias  |  |
| 77.   |                              | Marquês de Pombal                  | Portugal                                                      | Secretário de Estado                                                | 2 de Agosto de 1750 | 4 de Março de 1777 | 26 anos e 214 dias  |  |
| 78.   |                              | Ne Win                             | Myanmar                                                       | Presidente do Partido Socialista da Birmânia                        | 2 de Março de 1962 | 23 de Julho de 1988 | 26 anos e 143 dias  |  |
| 79.   |                              | Zhou Enlai                         | China                                                         | Primeiro-ministro                                                   | 1 de outubro de 1949 | 8 de janeiro de 1976 | 26 anos e 99 dias   |  |
| 80.   |                              | Ismaïl Omar Guelleh                | Djibuti                                                       | Presidente                                                          | 8 de maio de 1999 | presente | 26 anos e 90 dias   |  |
| 81.   |                              | Pedro Pires                        | Cabo Verde                                                    | Primeiro-ministro Presidente                                        | 8 de Julho de 1975 (1.ª vez) 22 de Março de 2001 (2.ª vez) | 4 de Abril de 1991 (1.ª vez) 9 de Setembro de 2011 (2.ª vez) | 26 anos e 76 dias   |  |
| 82.   |                              | Barkat Gourad Hamadou              | Djibouti                                                      | Primeiro Ministro                                                   | 2 de Outubro de 1978 | 7 de Março de 2005 | 26 anos e 66 dias   |  |
| 83.   |                              | Vladimir Putin                     | Rússia                                                        | Presidente Primeiro-ministro                                        | 9 de agosto de 1999 | Presente | 25 anos e 362 dias  |  |
| 84.   |                              | Fatafehi Tuʻipelehake              | Tonga                                                         | Primeiro-ministro                                                   | 16 de Dezembro de 1965 | 22 de Agosto de 1991 | 25 anos e 249 dias  |  |
| 85.   |                              | Lynden Pindling                    | Bahamas                                                       | Primeiro-ministro                                                   | 16 de janeiro de 1967 | 29 de agosto de 1992 | 25 anos e 218 dias  |  |
| 86.   |                              | Ahmed Sékou Touré                  | Guiné                                                         | Presidente                                                          | 2 de Outubro de 1958 | 26 de Março de 1984 | 25 anos e 176 dias  |  |
| 87.   |                              | Saad al-Abdullah al-Salim al-Sabah | Kuwait                                                        | Primeiro-ministro                                                   | 8 de Fevereiro de 1978 | 13 de Julho de 2003 | 25 anos e 155 dias  |  |
| 88.   |                              | Paul Kagame                        | Ruanda                                                        | Presidente                                                          | 24 de Março de 2000 | Presente | 25 anos e 135 dias  |  |
| 89.   |                              | Giuliano Gozi                      | San Marino                                                    | Secretário de Estado                                                | 30 de abril de 1918 | 28 de julho de 1943 | 25 anos e 89 dias   |  |
| 90.   |                              | Jean-Pierre Boyer                  | Haiti                                                         | Presidente                                                          | 30 de Março de 1818 | 13 de Março de 1843 | 24 anos e 348 dias  |  |
| 91.   |                              | Óscar Carmona                      | Portugal                                                      | Primeiro-ministro Presidente                                        | 9 de julho de 1926 | 18 de Abril de 1951 | 24 anos e 283 dias  |  |
| 92.   |                              | Nicolae Ceausescu                  | Romênia                                                       | Secretário-geral Presidente                                         | 22 de Março de 1965 | 22 de Dezembro de 1989 | 24 anos e 275 dias  |  |
| 93.   |                              | Lansana Conté                      | Guiné                                                         | Presidente                                                          | 3 de Abril de 1984 | 22 de Dezembro de 2008 | 24 anos e 263 dias  |  |
| 94.   |                              | Sharof Rashidov                    | Uzbequistão                                                   | Secretário Geral                                                    | 15 de Março de 1959 | 31 de Outubro de 1983 | 24 anos e 230 dias  |  |
| 95.   |                              | Miklós Horthy                      | Hungria                                                       | Regente                                                             | 1 de Março de 1920 | 15 de Outubro de 1944 | 24 anos e 228 dias  |  |
| 96.   |                              | Julius Nyerere                     | Tanzânia                                                      | Primeiro-ministro Presidente                                        | 1 de maio de 1961 | 5 de novembro de 1985 | 24 anos e 188 dias  |  |
| 97.   |                              | Eduard Shevardnadze                | Geórgia                                                       | Primeiro-secretário Presidente                                      | 29 de setembro de 1972 (1.ª vez) 10 de março de 1992 (2.ª vez)                                                                                                  | 6 de julho de 1985 (1.ª vez) 23 de novembro de 2003 (2.ª vez) | 24 anos e 173 dias  |  |
| 98.   |                              | Johannes Brand                     | Estado Livre de Orange                                        | Presidente                                                          | 2 de fevereiro de 1854 | 14 de Julho de 1888 | 24 anos e 162 dias  |  |
| 99.   |                              | Eric Williams                      | Trinidad e Tobago                                             | Primeiro-ministro                                                   | 28 de outubro de 1956 | 29 de março de 1981 | 24 anos e 152 dias  |  |
| 100.  |                              | Ralph Gonsalves                    | São Vicente e Granadinas                                      | Primeiro-ministro                                                   | 29 de Março de 2001 | Presente | 24 anos e 130 dias  |  |
| 101.  |                              | Daniel Arap Moi                    | Quênia                                                        | Presidente                                                          | 22 de Agosto de 1978 | 30 de Dezembro de 2002 | 24 anos e 130 dias  |  |
| 102.  |                              | Turdakun Usubaiyev                 | Quirguistão                                                   | Secretário Geral                                                    | 10 de Agosto de 1961 | 30 de Outubro de 1985 | 24 anos e 81 dias   |  |
| 103.  |                              | Mahathir Mohamad                   | Malásia                                                       | Primeiro-ministro                                                   | 16 de Julho de 1981 (1.ª vez) 10 de maio de 2018 (2.ª vez) | 31 de Outubro de 2003 (1.ª vez) 1 de Março de 2020 (2.ª vez) | 24 anos e 33 dias   |  |
| 104.  |                              | Ho Chi Minh                        | Vietnã                                                        | Primeiro-ministro Presidente                                        | 2 de Setembro de 1945 | 2 de Setembro de 1969 | 24 anos e 0 dias    |  |
| 105.  |                              | Heydar Aliyev                      | Azerbaijão                                                    | Primeiro-secretário Presidente                                      | 14 de julho de 1969 (1.ª vez) 24 de junho de 1993 (2.ª vez) | 3 de dezembro de 1982 (1.ª vez) 31 de outubro de 2003 (2.ª vez)                                                                                                   | 23 anos e 271 dias  |  |
| 106.  |                              | Saddam Hussein                     | Iraque                                                        | Presidente                                                          | 19 de Julho de 1979 | 9 de abril de 2003 | 23 anos e 267 dias  |  |
| 107.  |                              | Hage Geingob                       | Namíbia                                                       | Primeiro-ministro Presidente                                        | 21 de março de 1990 (1.ª vez) 4 de dezembro de 2012 (2.ª vez) 21 de março de 2015 (3.ª vez)                                                                     | 28 de agosto de 2002 (1.ª vez) 21 de março de 2015 (2.ª vez) 4 de fevereiro de 2024 (3.ª vez)                                                                     | 25 anos e 40 dias   |  |
| 108.  |                              | Bashar al-Assad                    | Síria                                                         | Presidente                                                          | 17 de julho de 2000 | 8 de dezembro de 2024 | 25 anos e 20 dias   |  |
| 109.  |                              | Joaquín Balaguer                   | República Dominicana                                          | Presidente                                                          | 3 de agosto de 1960 (1.ª vez) 1 de julho de 1966 (2.ª vez) 16 de agosto de 1986 (3.ª vez)                                                                       | 16 de janeiro de 1962 (1.ª vez) 16 de agosto de 1978 (2.ª vez) 16 de agosto de 1996 (3.ª vez)                                                                     | 23 anos e 212 dias  |  |
| 110.  |                              | Maaouya Ould Taya                  | Mauritânia                                                    | Primeiro-ministro Presidente                                        | 25 de abril de 1981 (1.ª vez) 12 de dezembro de 1984 (2.ª vez)                                                                                                  | 8 de março de 1984 (1.ª vez) 3 de agosto de 2005 (2.ª vez) | 23 anos e 193 dias  |  |
| 111.  |                              | Zine El Abidine Ben Ali            | Tunísia                                                       | Primeiro-ministro Presidente                                        | 2 de Outubro de 1987 | 14 de Janeiro de 2011 | 23 anos e 104 dias  |  |
| 112.  |                              | Didier Ratsiraka                   | Madagascar                                                    | Presidente                                                          | 15 de Junho de 1975 (1.ª vez) 9 de Fevereiro de 1997 (2.ª vez)                                                                                                  | 27 de agosto de 1993 (1.ª vez) 5 de julho de 2002 (2.ª vez) | 23 anos e 66 dias   |  |
| 113.  |                              | Godfrey Huggins                    | Rodésia do Sul                                                | Primeiro Ministro                                                   | 12 de Setembro de 1933 | 2 de Novembro de 1956 | 23 anos e 51 dias   |  |
| 114.  |                              | Iskhak Razzakov                    | Quirguistão                                                   | Secratáio Geral                                                     | 11 de Julho de 1938 | 10 de Agosto de 1961 | 23 anos e 30 dias   |  |
| 115.  |                              | Walter Ulbricht                    | Alemanha Oriental                                             | Secretário-geral Presidente                                         | 25 de julho de 1950 | 1 de Agosto de 1973 | 23 anos e 7 dias    |  |
| 116.  |                              | Tage Erlander                      | Suécia                                                        | Primeiro-ministro                                                   | 11 de Outubro de 1946 | 14 de Outubro de 1969 | 23 anos e 3 dias    |  |
| 117.  |                              | Ahmadou Ahidjo                     | Camarões                                                      | Primeiro-ministro Presidente                                        | 1 de Janeiro de 1960 | 6 de Novembro de 1982 | 22 anos e 309 dias  |  |
| 118.  |                              | Otto Von Bismarck                  | Alemanha                                                      | Chanceler                                                           | 1 de julho de 1867 | 20 de março de 1890 | 22 anos e 262 dias  |  |
| 119.  |                              | Sam Hinds                          | Guiana                                                        | Primeiro-ministro Presidente                                        | 9 de Outubro de 1992 | 20 de maio de 2015 | 22 anos e 223 dias  |  |
| 120.  |                              | Leonid Brejnev                     | URSS                                                          | Soviete Supremo Secretário-geral                                    | 7 de maio de 1960 | 10 de Novembro de 1982 | 22 anos e 187 dias  |  |
| 121.  |                              | Yahya Jammeh                       | Gâmbia                                                        | Presidente                                                          | 22 de Julho de 1994 | 21 de Janeiro de 2017 | 22 anos e 183 dias  |  |
| 122.  |                              | Recep Tayyip Erdogan               | Turquia                                                       | Primeiro-ministro Presidente                                        | 14 de Março de 2003 | Presente | 22 anos e 145 dias  |  |
| 123.  |                              | Keith Mitchell                     | Granada                                                       | Primeiro-ministro                                                   | 22 de junho de 1995 (1.ª vez) 20 de fevereiro de 2013 (2.ª vez)                                                                                                 | 9 de julho de 2008 (1.ª vez) 24 de junho de 2022 (2.ª vez) | 22 anos e 141 dias  |  |
| 124.  |                              | Moussa Traoré                      | Mali                                                          | Presidente                                                          | 19 de Novembro de 1968 | 26 de Março de 1991 | 22 anos e 120 dias  |  |
| 125.  |                              | Benito Mussolini                   | Itália RSI                                                    | Primeiro-ministro Duce                                              | 31 de Outubro de 1922 | 25 de Abril de 1945 | 22 anos e 116 dias  |  |
| 126.  |                              | Manuel Estrada Cabrera             | Guatemala                                                     | Presidente                                                          | 8 de fevereiro de 1898 | 15 de Abril de 1920 | 22 anos e 67 dias   |  |
| 127.  |                              | Hassan Gouled Aptidon              | Djibuti                                                       | Presidente                                                          | 27 de Junho de 1977 | 8 de maio de 1999 | 21 anos e 315 dias  |  |
| 128.  |                              | Sukarno                            | Indonésia                                                     | Presidente                                                          | 18 de Agosto de 1945 | 12 de Março de 1967 | 21 anos e 206 dias  |  |
| 129.  |                              | Carlos Antonio López               | Paraguai                                                      | Consul Presidente                                                   | 12 de março de 1841 | 10 de setembro de 1862 | 21 anos e 182 dias  |  |
| 130.  |                              | Mackenzie King                     | Canadá                                                        | Primeiro-ministro                                                   | 29 de dezembro de 1921 (1.ª vez) 25 de dezembro de 1926 (2.ª vez) 23 de outubro de 1935 (3.ª vez)                                                               | 28 de junho de 1926 (1.ª vez) 7 de agosto de 1930 (2.ª vez) 15 de novembro de 1948 (3.ª vez)                                                                      | 21 anos e 154 dias  |  |
| 131.  |                              | Siad Barre                         | Somália                                                       | Presidente                                                          | 21 de Outubro de 1969 | 26 de Janeiro de 1991 | 21 anos e 97 dias   |  |
| 132.  |                              | Igor Smirnov                       | Transnístria                                                  | Presidente                                                          | 3 de setembro de 1990 | 30 de dezembro de 2011 | 21 anos e 86 dias   |  |
| 133.  |                              | Meles Zenawi                       | Etiópia                                                       | Presidente Primeiro-ministro                                        | 28 de maio de 1991 | 20 de agosto de 2012 | 21 anos e 84 dias   |  |
| 134.  |                              | Saparmurat Niyazov                 | Turquemenistão                                                | Primeiro-secretário Presidente                                      | 21 de dezembro de 1985 | 21 de dezembro de 2006 | 21 anos e 0 dias    |  |
| 135.  |                              | Jabbor Rasulov                     | Tajiquistão                                                   | Secretário geral                                                    | 12 de Abril de 1961 | 4 de Abril 1982 | 20 anos e 357 dias  |  |
| 136.  |                              | Robert Walpole                     | Reino Unido                                                   | Primeiro-ministro                                                   | 4 de Abril de 1821 | 11 de Fevereiro de 1842 | 20 anos e 313 dias  |  |
| 137.  |                              | Seewoosagur Ramgoolam              | Maurícia                                                      | Primeiro-ministro                                                   | 26 de Setembro de 1961 | 30 de Junho de 1982 | 20 anos e 277 dias  |  |
| 138.  |                              | Juvénal Habyarimana                | Ruanda                                                        | Presidente                                                          | 5 de Julho de 1973 | 6 de Abril de 1994 | 20 anos e 275 dias  |  |
| 139.  |                              | Gustáv Husak                       | Checoslováquia                                                | Secretário-geral Presidente                                         | 17 de Abril de 1969 | 10 de Dezembro de 1989 | 20 anos e 237 dias  |  |
| 140.  |                              | Forbes Burnham                     | Guiana                                                        | Primeiro-ministro Presidente                                        | 13 de dezembro de 1964 | 6 de agosto de 1985 | 20 anos e 236 dias  |  |
| 141.  |                              | Manuel Pinto da Costa              | São Tomé e Príncipe                                           | Presidente                                                          | 12 de julho de 1975 (1.ª vez) 3 de Setembro de 2011 (2.ª vez)                                                                                                   | 4 de março de 1991 (1.ª vez) 3 de setembro de 2016 | 20 anos e 235 dias  |  |
| 142.  |                              | Leabua Jonathan                    | Lesoto                                                        | Primeiro-ministro                                                   | 7 de Julho de 1965 | 20 de Janeiro de 1986 | 20 anos e 197 dias  |  |
| 143.  |                              | Pierre Werner                      | Luxemburgo                                                    | Primeiro-ministro                                                   | 2 de Março de 1959 (1° vez) 16 de julho de 1979 (2° vez) | 15 de Julho de 1974 (1° vez) 20 de julho de 1984 (2° vez) | 20 anos e 140 dias  |  |
| 144.  |                              | Moktar Ould Daddah                 | Mauritânia                                                    | Primeiro Ministro e Presidente                                      | 21 de maio de 1957 | 10 de julho de 1978 | 20 anos e 141 dias. |  |
| 145.  |                              | Léopold Senghor                    | Senegal                                                       | Presidente                                                          | 6 de Setembro de 1960 | 31 de dezembro de 1982 | 20 anos e 116 dias  |  |
| 146.  |                              | Anastasio Somoza García            | Nicarágua                                                     | Presidente Diretor-Chefe                                            | 9 de junho de 1936 | 29 de setembro de 1956 | 20 anos e 112 dias  |  |
| 147.  |                              | Ferdinand Marcos                   | Filipinas                                                     | Presidente                                                          | 30 de Dezembro de 1965 | 25 de Fevereiro de 1986 | 20 anos e 57 dias   |  |
| 148.  |                              | Ólafur Ragnar Grímsson             | Islândia                                                      | Presidente                                                          | 1 de Agosto de 1996 | 1 de Agosto de 2016 | 20 anos e 0 dias    |  |